# 德韦恩·凯西
德韦恩·凯西（英語：Dwane Casey，1957年4月17日—），出生于美国印第安納州，前NBA多伦多猛龙、底特律活塞主教练。

## 個人簡介
凯西1979年开始了教练生涯，成为了肯塔基大学的助理教练。1988年3月末，当时凯西还在担任肯塔基大学的助理教练，Emery Worldwide的职员在一个开启的信封内发现了1000美元的现金。这个信封寄往克劳德-米尔斯，是需招募球员克里斯-米尔斯的父亲，而寄信的人经查是科西。肯塔基大学声称对于信封的调差结果并不确定，并没有办法证实凯西送了钱。但这个丑闻导致了凯西的辞职，也让凯西5年内无法参与NCAA比赛。

## 教練時期
凯西在肯塔基州Union County长大，1975年毕业于Union County高中。大学时期凯西效力肯塔基大学，场均得到1.3分，0.6个篮板。大四赛季他担任了球队队长，1979年他从肯塔基大学毕业，拿到了工商管理学士学位。
在从NCAA辞职之后，凯西担任了西雅图超音速队的助理教练，期间球队赢得了4次分区冠军。
在夏天凯西还担任日本国家男篮的主教练，1998年球队出现在了世界男篮锦标赛上，这是球30多年来第一次参加该项赛事。
2005-06赛季，凯西拿到了他在NBA的第一份主教练工作，当时率领的是明尼苏达森林狼队，接替凯文·麦克海尔。凯西带队的总战绩是53胜69负，他在2007年1月23日被解雇，仅仅带队一年半。
当他被解职时森林狼的战绩是20胜20负，他的继任者是兰迪-惠特曼，森林狼在他的接手的剩余赛季战绩为12胜30负。
2008-09赛季，凯西开始担任达拉斯小牛队的助理教练。2009-10赛季小牛拿到了分区冠军。2011年小牛在总决赛中击败热火拿到了他们的第一个总冠军。2011年6月，凯西离开小牛助理教练的职位就任多伦多猛龙队主教练。
2011年6月初，多伦多猛龙决定不执行杰伊·特利亚诺的合同选项。在猛龙寻找新主教练的过程中，凯西一直被传是最佳候选人之一。2011年6月21日，凯西在2011-12赛季担任多伦多猛龙队主教练的消息得到确认。
2014年5月6日，從季后賽被淘汰後的一天，凱西和猛龍達成了三年的續約合約。
2014年3月18日，猛龙队客场经过加时以101-94战胜了步行者队，这样一来，猛龙队主帅德韦恩-凯西成为了猛龙队队史上首位拿到200场常规赛胜利的主帅。
2016年6月3日，凯西已经与多伦多猛龙达成了一份3年1800万美元的续约合同。
2018年5月12日，凱西被暴龍隊解雇，結束其在暴龍的7年執教。
2018年6月10日，凯西已经与底特律活塞达成了一份5年執教合同，2021年5月12日，活塞隊與總教練凱西續約至2024賽季。
2023年4月10日，凱西雖然和活塞合約還有一年，宣布他不再擔任活塞隊主教練，結束其在活塞的5年執教，將加入底特律的管理層。

## 總教練戰績
| 队伍 | 赛季    | 常规赛 | 常规赛 | 常规赛 | 常规赛 | 常规赛 | 季后赛 | 季后赛 | 季后赛 | 季后赛 | 季后赛                                    |
| 队伍 | 赛季    | 比赛   | 胜     | 负     | 胜率   | 排名   | 比赛   | 胜     | 负     | 胜率   | 结果                                      |
| ---- | ------- | ------ | ------ | ------ | ------ | ------ | ------ | ------ | ------ | ------ | ----------------------------------------- |
| MIN  | 2005-06 | 82     | 33     | 49     | .402   | 4      | -      | -      | -      | .---   | 未進入                                    |
| MIN  | 2006-07 | 40     | 20     | 20     | .500   | 4      | -      | -      | -      | .---   | 被開除                                    |
| TOR  | 2011-12 | 66     | 23     | 43     | .348   | 4      | -      | -      | -      | .---   | 未進入                                    |
| TOR  | 2012-13 | 82     | 34     | 48     | .415   | 5      | -      | -      | -      | .---   | 未進入                                    |
| TOR  | 2013-14 | 82     | 48     | 34     | .585   | 1      | 7      | 3      | 4      | .429   | 第一輪(3-4敗布魯克林籃網)                 |
| TOR  | 2014-15 | 82     | 49     | 33     | .598   | 1      | 4      | 0      | 4      | .000   | 第一輪(0-4敗華盛頓巫師)                   |
| TOR  | 2015-16 | 82     | 56     | 26     | .683   | 1      | 20     | 10     | 10     | .500   | 東區決賽(2-4敗克里夫蘭騎士)               |
| TOR  | 2016-17 | 82     | 51     | 31     | .622   | 2      | 10     | 4      | 6      | .400   | 第二輪(0-4敗克里夫蘭騎士)                 |
| TOR  | 2017-18 | 82     | 59     | 23     | .720   | 1      | 10     | 4      | 6      | .400   | 第二輪(0-4敗克里夫蘭騎士，球季結束遭開除) |
| DET  | 2018-19 | 82     | 41     | 41     | .500   | 3      | 4      | 0      | 4      | .000   | 第一輪失利(0-4敗密爾瓦基公鹿)             |
| DET  | 2019-20 | 66     | 20     | 46     | .303   | 4      | -      | -      | -      | .---   | 未進入                                    |
| DET  | 2020-21 | 72     | 20     | 52     | .278   | 5      | -      | -      | -      | .---   | 未進入                                    |
| DET  | 2021-22 | 82     | 23     | 59     | .280   | 5      | -      | -      | -      | .---   | 未進入                                    |
| DET  | 2022-23 | 82     | 17     | 65     | .207   | 5      | -      | -      | -      | .---   | 未進入                                    |
| 总计 | 总计    | 982    | 494    | 570    | .464   |        | 55     | 21     | 34     | .382   |                                           |